# Tamsa
Tamsa är en by (estniska: küla) i Nõo kommun i landskapet Tartumaa i sydöstra Estland. Byn ligger öster om staden Elva.